# Силвер-Спрингс-Шорс
Силвер-Спрингс-Шорс (англ. Silver Springs Shores) — статистически обособленная местность, расположенная в округе Марион (штат Флорида, США) с населением в 6690 человек по статистическим данным переписи 2000 года.

## География
По данным Бюро переписи населения США статистически обособленная местность Силвер-Спрингс-Шорс имеет общую площадь в 12,69 квадратных километров, из которых 12,43 кв. километров занимает земля и 0,26 кв. километров — вода. Площадь водных ресурсов округа составляет 2,05 % от всей его площади.
Статистически обособленная местность Силвер-Спрингс-Шорс расположена на высоте 29 м над уровнем моря.

## Демография
По данным переписи населения 2000 года в Силвер-Спрингс-Шорс проживало 6690 человек, 1886 семей, насчитывалось 2846 домашних хозяйств и 3372 жилых дома. Средняя плотность населения составляла около 527,19 человек на один квадратный километр. Расовый состав населённого пункта распределился следующим образом: 63,36 % белых, 28,45 % — чёрных или афроамериканцев, 0,31 % — коренных американцев, 1,08 % — азиатов, 3,45 % — представителей смешанных рас, 3,35 % — других народностей. Испаноговорящие составили 12,08 % от всех жителей статистически обособленной местности.
Из 2846 домашних хозяйств в 24,3 % воспитывали детей в возрасте до 18 лет, 48,1 % представляли собой совместно проживающие супружеские пары, в 14,8 % семей женщины проживали без мужей, 33,7 % не имели семей. 29,0 % от общего числа семей на момент переписи жили самостоятельно, при этом 19,5 % составили одинокие пожилые люди в возрасте 65 лет и старше. Средний размер домашнего хозяйства составил 2,34 человек, а средний размер семьи — 2,87 человек.
Население статистически обособленной местности по возрастному диапазону по данным переписи 2000 года распределилось следующим образом: 23,9 % — жители младше 18 лет, 5,9 % — между 18 и 24 годами, 22,2 % — от 25 до 44 лет, 19,0 % — от 45 до 64 лет и 29,1 % — в возрасте 65 лет и старше. Средний возраст жителей составил 43 года. На каждые 100 женщин в Силвер-Спрингс-Шорс приходилось 80,5 мужчин, при этом на каждые сто женщин 18 лет и старше приходилось 76,6 мужчин также старше 18 лет.
Средний доход на одно домашнее хозяйство статистически обособленной местности составил 26 493 доллара США, а средний доход на одну семью — 30 723 доллара. При этом мужчины имели средний доход в 24 798 долларов США в год против 18 279 долларов среднегодового дохода у женщин. Доход на душу населения статистически обособленной местности составил 26 493 доллара в год. 8,9 % от всего числа семей в населённом пункте и 12,0 % от всей численности населения находилось на момент переписи населения за чертой бедности, при этом 18,5 % из них были моложе 18 лет и 9,7 % — в возрасте 65 лет и старше.